# Nikša Dobud
Nikša Dobud (Dubrovnik, Croacia; 5 de agosto de 1985) es un waterpolista croata. 

## Trayectoria
Internacional con la selección de waterpolo de Croacia, participó en los Juegos Olímpicos de Londres 2012, donde ganó la medalla de oro. En su palmarés cuenta también con un oro en el Campeonato del Mundo 2010, un oro en los Juegos Mediterráneos de 2013 y tres bronces en Campeonatos del Mundo. 
En 2015 fue suspendido por cuatro años por la Federación Internacional de Natación por negarse a pasar un control antidopaje.